# Jan Sedláček (politik Národního sjednocení)
Jan Sedláček (12. července 1888 Tršice – 1960 Prostějov) byl československý politik, starosta Prostějova a meziválečný poslanec Národního shromáždění za Národní sjednocení.

## Biografie
Vystudoval gymnázium v Kroměříži a slavistiku, germanistiku a tělesnou výchovu na Univerzitě Karlově. Roku 1911 absolvoval jednoroční důstojnický kurz v Krakově. Za první světové války sloužil na východní frontě v rámci 93. pěšího pluku (k. u. k. Infanterieregiment Nr. 93, Doplňovací okres Šumperk). Když se situace na frontě změnila, byl jako invalida, roku 1917, poslán do zázemí.[zdroj?] Ještě před koncem války začal od února 1918 učit na reálce v Prostějově, kde se soustředil zejména na tělesnou výchovu. Setrval zde až do roku 1933. Kromě toho v letech 1919–1920 zakládal skautské hnutí na škole i ve městě Prostějov. Byl aktivní v komunální politice. Od roku 1929 byl prvním náměstkem starosty Prostějova. 17. ledna 1933 byl na kandidátní listině Československé národní demokracie zvolen starostou Prostějova, ale pro politické spory bylo obecní zastupitelstvo rozpuštěno a od listopadu 1935 ho nahradil vládní komisař František Heiter. Povoláním byl profesorem a starostou Prostějova.
V parlamentních volbách v roce 1935 byl zvolen za Národní sjednocení do Národního shromáždění. Mandát si oficiálně podržel do zrušení parlamentu roku 1939, přičemž v prosinci 1938 ještě přestoupil do poslaneckého klubu nově ustavené Strany národní jednoty.
V únoru 1939 se stal opět starostou Prostějova a za Protektorátu i krajským vedoucím Národního souručenství. V únoru 1940 byl ale zatčen nacistickými úřady a obviněn z vlastizrady a velezrady. Kvůli těžké nemoci byl ale propuštěn a v dubnu 1941 penzionován.